# Niani (rijk)
Niani (ook wel Yani) was een klein historisch rijk, gelegen in het huidige West-Afrikaanse landen Gambia en Senegal. Het rijk lag aan de noordelijke oever van de Gambia. Samen met de voormalige rijken Bara, Badibu en Wuli werd Niani geregeerd door Malinkeheersers. In het westen werd het rijk begrensd door de rivier Nianija Bolong, die de grens vormt met het rijk Saloum. De oostelijke grens van Niani werd gevormd door de rivier Sandugu Bolong, waar ten oosten het rijk Wuli lag. Naar het noorden strekte het rijk zich uit tot over de grens tussen de landen Gambia en Senegal. Aan het einde van de 18e eeuw en begin 19e eeuw was Kataba de hoofdstad van het rijk.
In de vroege 19e eeuw splitste het rijk zich in twee koninkrijken die gedomineerd werden door de Mandinka-bevolking, te weten Lower Niani (Frans: Haut Niani) en Upper Niani (Frans: Bas Niani). Het Soninke-opperhoofd Kemanting veroorzaakte een aanzienlijke verstoring in het gebied en overheerste een tijdlang Upper Niani, ondanks Britse pogingen om hem te verslaan. Hij betwistte in de jaren 1820-1829 de heerschappij van Niani met Kolli, het hoofd van de plaats Kataba. Later werd het rijk Niani een belangrijk slagveld in de Soninke-Maraboutoorlog (1850-1856), ondanks dat marabouts een vooraanstaande plaats innamen in de beide koninkrijken Lower- en Upper Niani. 
Belangrijke handelsplaatsen waar de Engelsen zich gevestigd hebben langs de Gambiarivier binnen dit rijk zijn Georgetown (eerder Jonka Kunda) en Pisania. Beide plaatsen werden eind 18e eeuw aangedaan door ontdekkingsreizigers in dit gebied zoals Daniel Houghton en Mungo Park.
Aan het einde van de 19e eeuw werd het gebied door de Britse koloniale heersers in het Protectoraat van Brits Gambia verdeeld in twee districten. Lower Niani werd Niani District en Upper Niani werd omgedoopt tot Sami District. Sinds 1962 zijn het aparte parlementaire kiesdistricten en in 1997 kwam er een derde kiesdistrict bij, namelijk Nianija.